# 長坂一
長坂 一（ながさか はじめ、1950年1月9日 - ）は、日本の実業家。東海カーボン株式会社代表取締役社長。

## 経歴
山梨県出身。1972年3月慶應義塾大学商学部卒業後、同年４月に東海電極製造（現東海カーボン）に入社。2006年に取締役執行役員を経て、2008年3月に取締役常務執行役員、カーボンブラック事業部担当補佐兼カーボンブラック事業部副事業部長、同事業部販売部長、同事業部管理購買部長、大阪支店長等を歴任。2012年3月に取締役専務執行役員、カーボンブラック事業部、電極事業部を担当し、2014年3月に副社長に就任。2015年2月に同社代表取締役社長に就任。2021年、旭日小綬章受章。